# Markus Breidenich
Markus Breidenich (* 1972 in Düren) ist ein deutscher Buchautor und Lyriker.

## Leben
Nach dem Studium der Physik und Mathematik an der RWTH Aachen wurde er zum Dr. rer. nat. am Max-Planck-Institut in Potsdam promoviert. Er war Stipendiat der Studienstiftung des deutschen Volkes. Heute arbeitet er als Prüfer beim Europäischen Patentamt in München.
Markus Breidenich war 2007 Mitglied der Autorenwerkstatt des Lyrik Kabinetts in München und ist Mitglied der Gruppe Reimfrei. Seine Texte wurden mehrfach auf Lyrikportalen zum Gedicht des Tages, bzw. dem Gedicht der Woche gewählt und im Radio gesendet.
Breidenich lebt und arbeitet in München.

## Werke

### Gedichtveröffentlichungen
- Krautgarten, Nr. 31 (1997), Nr. 38 (2001), Nr. 44 (2004), Nr. 46 (2005), Nr. 47 (2005), Nr. 48 (2006), Nr. 49 (2006)
- Wandler, Nr. 25 (2000)
- Poetenladen
- lauter niemand
- Außer.dem
- Jahrbuch der Lyrik, 2009 und 2011 und 2017
- Anja Bayer, Daniela Seel (Hrsg.): all dies hier, Majestät, ist deins – Lyrik im Anthropozän, kookbooks, Berlin 2016, ISBN 978-3-937445-80-9.
- elf nach elf. Gedichte. Lyrikedition 2000, München 2016, ISBN 978-3-86906-900-5

### Bücher
- Ein Neues Testament – Gedichte. Shaker Verlag, Herzogenrath 1998, ISBN 978-3-8265-3160-6.
- Das Pochen der Echolote. Allitera Verlag, München 2008, ISBN 978-3-86906-025-5.
- Am Milchstraßenrand. Allitera Verlag, München 2010, ISBN 978-3-86906-093-4.
- Anemonenbesuch. Allitera Verlag, München 2015, ISBN 978-3-86906-739-1